# Jiří Matoušek
Jiří Matoušek (16 agosto 1927 – 14 marzo 2012) è stato un cestista e allenatore di pallacanestro cecoslovacco.

## Carriera
Ha disputato con la Cecoslovacchia i giochi olimpici del 1952, segnando 4 punti in 3 partite.

## Palmarès

### Giocatore
- Campionato cecoslovacco: 5

ATK Praga: 1953-54, 1954-55, 1955-56
Slovan Orbis Praga: 1956-57, 1958-59